# Kangurnik górski
Kangurnik górski (Dorcopsulus vanheurni) – gatunek ssaka z podrodziny kangurów (Macropodinae) w obrębie rodziny kangurowatych (Macropodidae). 

## Taksonomia
Gatunek po raz pierwszy zgodnie z zasadami nazewnictwa binominalnego opisał w 1922 roku angielski zoolog Oldfield Thomas nadając mu nazwę Dorcopsis vanheurni. Miejsce typowe „Doormanpad-bivak” (3°30′S 138°30′E/-3,500000 138,500000), na wysokości 1410 m n.p.m., Djajawidjaja, Papua, Indonezja. Holotyp to dorosła samica (sygnatura BMNH 22.2.2.64) z kolekcji Muzeum Historii Naturalnej w Londynie; okaz typowy zebrany przez holenderskiego taksonoma Willema van Heurna.
Niezbędne są badania w celu wyjaśnienia związku pomiędzy D. vanheurni i D. macleayi, które są często mylone podczas badań terenowych i w zbiorach muzealnych, i były wcześniej uważane za gatunek konspecyficzny. Pomimo tego że nie rozpoznaje się żadnego podgatunku D. vanheumi w granicach jego rozmieszczenia występują różnice w wielkości oraz kolorze sierści, które wymagają dokładniejszych badań. Autorzy Illustrated Checklist of the Mammals of the World uznają ten gatunek za monotypowy.

### Etymologia
- Dorcopsulus: rodzaj Dorcopsis Schlegel & S. Müller, 1845 (kangurowiec); łac. przyrostek zdrabniający -ulus[8].
- vanheurni: Willem Cornelis Van Heurn (1887–1972), holenderski taksonom i biolog[9].

## Zasięg występowania
Kangurnik górski występuje w Górach Centralnych, North Coastal Range oraz na półwyspie Huon w Nowej Gwinei. 

## Morfologia
Długość ciała (bez ogona) samic 31,5–44,6 cm, samców 34,1–40,9 cm, długość ogona samic 22,5–34,7 cm, samców 26–40,2 cm; masa ciała samic 1,5–2,3 kg, samic 1,5–2 kg. Wierzch ciała ciemnoszary z ciemniejszymi miejscami na biodrach, spód jasnoszary. Ogon do połowy nagi. Jest najmniejszym kangurem występującym na Nowej Gwinei.

## Środowisko życia
Lasy górskie na wysokości od 800 do 1300 m n.p.m.

## Tryb życia
Niewiele wiadomo o trybie życia tego gatunku. Jego wielkość i cechy uzębienia przypominają australijski rodzaj Lagostrophus, ale wynikają one z zasiedlenia podobnych nisz ekologicznych. Rdzenni mieszkańcy Nowej Gwinei chętnie polują na ten gatunek, napędzając zwierzęta na linię myśliwych.

## Status zagrożenia
W Czerwonej księdze gatunków zagrożonych Międzynarodowej Unii Ochrony Przyrody i Jej Zasobów został zaliczony do kategorii NT (ang. near threatened ‘bliski zagrożenia’).